# Махмуд ага джамия
Махмуд ага джамия или Мехмед ага джамия (на македонска литературна норма: Махмуд ага џамија) е мюсюлмански храм в щипското село Радане, обявен за значимо културно наследство на Северна Македония.

## История
Според китабето – мраморния надпис над входната врата, джамията е изградена в 1668 година от султанския наместник Махмуд (Мохамед) ага. Надписът е и единственият извор за историята на сградата. Джамията е градена от добре обработен камък от местни майстори. Във вътрешността има презизно изработена рисувана декорация. Джамията е реставрирана в 2013 година с помощта на Министерството на културата и Турската агенция за сътрудничество и развитие ТИКА.